# 野元賢一
野元 賢一（のもと けんいち、1964年 - ）は日本経済新聞運動部所属の競馬記者、競馬評論家。

## 来歴
東京都出身。巣鴨高校をへて東京大学法学部卒業後、1987年4月に毎日新聞社入社。同社長野支局勤務を経て、本社運動部に転属しスポーツ記者となる。1996年日本経済新聞社に移籍し競馬専属記者となる。
ラジオNIKKEIの『中央競馬実況中継』の解説者として出演。日本経済新聞のウェブサイトでは日本の競馬界に対して辛口の論評を展開している。2004年、ハルウララの休養をめぐって馬主サイドと厩舎サイドが対立した際には、地方競馬における公然のタブーである「名義貸し」の問題にも踏み込んだ評論を展開した。

## 著作
- 競馬よ！ 夢とロマンを取り戻せ（日本経済新聞社、2005年。ISBN 978-4532165222）[3]